# Stéphane Moucha
Pour les articles homonymes, voir Moucha.
Stéphane Moucha, né en 1968 à Most, en Tchécoslovaquie, est un musicien et compositeur français d'origine tchèque.

## Biographie
Après une formation musicale sur différents instruments (sous la tutelle d'Ivry Gitlis), il entre au Conservatoire national supérieur de musique et de danse de Paris. Depuis, il compose pour le théâtre, la chanson, le cinéma ou la télévision.
Il orchestre également pour d'autres compositeurs, notamment Yvan Cassar, André Manoukian et aussi Gabriel Yared avec lequel il cosigne quelques partitions de films.

## Compositions cinématographiques

### Cinéma
- 2003 : Les Marins perdus, film de Claire Devers
- 2006 : La Vie des autres (Das Leben der Anderen), film de Florian Henckel von Donnersmarck
- 2010 : L'Étrangère (Die Fremde), film de Feo Aladag
- 2011 : Tous au Larzac, documentaire de Christian Rouaud
- 2012 : L'Homme qui rit, film de Jean-Pierre Améris
- 2012 : Anleitung zum Unglücklichsein, film de Sherry Hormann
- 2013 : Cours sans te retourner (Lauf Junge lauf), film de Pepe Danquart
- 2025 : Aimons-nous vivants (Reprise en version latino-bossa de la chanson de François Valery), film de Jean-Pierre Améris

### Télévision
- 2000 : La Tribu de Zoé, téléfilm de Pierre Joassin
- 2004 : La Classe du brevet, téléfilm de Edwin Baily
- 2004 : Clochemerle, téléfilm de Daniel Losset
- 2004 : La Petite Fadette, téléfilm de Michaëla Watteaux
- 2004 : Vu à la télé, téléfilm de Daniel Losset
- 2006 : Du goût et des couleurs, téléfilm de Michaëla Watteaux
- 2007 : Le Maître qui laissait les enfants rêver, téléfilm de Daniel Losset
- 2007 : Un juge sous influence, téléfilm de Jean Marbœuf
- 2007 : Ma fille est innocente, téléfilm de Charlotte Brändström
- 2007 : La vie sera belle, téléfilm de Edwin Baily
- 2008 : L'Ex de ma fille, téléfilm de  Christiane Spiero
- 2009 : Les Héritières, téléfilm de Harry Cleven
- 2009 : Ma sœur est moi, téléfilm de Didier Albert
- 2009 : Juste un peu d'@mour, téléfilm de Nicolas Herdt
- 2010 : 4 garçons dans la nuit, téléfilm de Edwin Baily
- 2011 : Un cœur qui bat, téléfilm de Sophie Révil et Christophe Barraud
- 2012 : La Joie de vivre, téléfilm de Jean-Pierre Améris
- 2012 : Le Cerveau d'Hugo, téléfilm de Sophie Révil
- 2013 : Le Silence des églises, téléfilm de Edwin Baily

### Série télévisée
- 2004 : Le Miroir de l'eau, mini-série
- 2006 : L'État de Grace, mini-série
- 2006 : Les Secrets du volcan, mini-série
- 2006 : Petits meurtres en famille, mini-série
- 2008-2010 : La Cour des grands, série télévisée - 18 épisodes
- 2011 : Le Repaire de la vouivre, mini-série
- 2011 : Deux flics sur les docks, série télévisée - 2 épisodes
- 2008-2016 : Nicolas Le Floch, série télévisée de Jean-François Parot - 12 épisodes
- 2009-2021 :  Les Petits Meurtres d'Agatha Christie, série télévisée - 40 épisodes
- 2013-2014 : Vaugand, série télévisée - 3 épisodes

## Récompenses
- 2008 : Meilleure musique pour Nicolas Le Floch au Festival de la fiction TV de La Rochelle[1]
- 2013 : Meilleure musique pour Le Silence des églises au Festival du film de télévision de Luchon
- 2014 : Grand Prix de la musique pour l’image par la SACEM